# Sharpa Gewog
Sharpa (Dzongkha: ཤར་པ་), auch Shaba, ist einer von zehn Gewogs (Blöcke) des Dzongkhags Paro im Westen Bhutans. 
Sharpa Gewog ist wiederum eingeteilt in fünf Chiwogs (Wahlkreise). Laut der Volkszählung von 2005 leben in diesem Gewog 4072 Menschen auf einer Fläche von 76,4 km² in 21 Dörfern bzw. Weilern in etwa 250 Haushalten.
Der Gewog befindet sich in zentraler Lage im Distrikt Paro und erstreckt sich über Höhenlagen zwischen 2200 und 2850 m. Die Landwirtschaft des Gewogs ist geprägt von Reisfeldern und Apfel-Streuobstwiesen.
An staatlichen Einrichtungen gibt es neben der Gewog-Verwaltung zwei weiterführende Schule, eine Lower und eine Middle Secondary School.
| Chiwog                                    | Dörfer bzw. Weiler |
| ----------------------------------------- | ------------------ |
| Dochhoeten Neyphu རྡོ་མཆོད་རྟེན་_གནས་ཕུ་        | Neyphu             |
| Dochhoeten Neyphu རྡོ་མཆོད་རྟེན་_གནས་ཕུ་        | Lholing            |
| Dochhoeten Neyphu རྡོ་མཆོད་རྟེན་_གནས་ཕུ་        | Zhelngo            |
| Dochhoeten Neyphu རྡོ་མཆོད་རྟེན་_གནས་ཕུ་        | Naychu             |
| Drugyaldingkha Zhelngo འབྲུག་རྒྱལ་ལྡིང་ཁ་_ཞལ་ངོ་ | Gangri             |
| Drugyaldingkha Zhelngo འབྲུག་རྒྱལ་ལྡིང་ཁ་_ཞལ་ངོ་ | Teli               |
| Drugyaldingkha Zhelngo འབྲུག་རྒྱལ་ལྡིང་ཁ་_ཞལ་ངོ་ | Drugyaldingkha     |
| Bara Zhunggar བཱ་ར་_གཞུང་སྒར་                | Zhunggar           |
| Bara Zhunggar བཱ་ར་_གཞུང་སྒར་                | Bara               |
| Bara Zhunggar བཱ་ར་_གཞུང་སྒར་                | Serina             |
| Bara Zhunggar བཱ་ར་_གཞུང་སྒར་                | Tashichholing      |
| Bara Zhunggar བཱ་ར་_གཞུང་སྒར་                | Zhingo             |
| Bara Zhunggar བཱ་ར་_གཞུང་སྒར་                | Barakempa          |
| Bara Zhunggar བཱ་ར་_གཞུང་སྒར་                | Barathokha         |
| Bjizhikha Phubarna སྦྱིས་གཞི་ཁ་_ཕུ་བར་ན་       | Phubarna           |
| Bjizhikha Phubarna སྦྱིས་གཞི་ཁ་_ཕུ་བར་ན་       | Serlingnang        |
| Bjizhikha Phubarna སྦྱིས་གཞི་ཁ་_ཕུ་བར་ན་       | Bjizhikha          |
| Chhukha Gangjoogkha ཆུ་ཁ་_སྒང་མཇུག་ཁ་        | Chesham            |
| Chhukha Gangjoogkha ཆུ་ཁ་_སྒང་མཇུག་ཁ་        | Chhukha (Shaba)    |
| Chhukha Gangjoogkha ཆུ་ཁ་_སྒང་མཇུག་ཁ་        | Gangjookha         |
| Chhukha Gangjoogkha ཆུ་ཁ་_སྒང་མཇུག་ཁ་        | Khasuna            |